# Von Willebrands sjukdom
Vid von Willebrands sjukdom orsakar brist på von Willebrands faktor (ett protein) i blodet att det får svårt att levra sig. Dels orsakar brist på von Willebrands faktor att blodplättarna har svårt att binda samman (primär hemostas), men vW-faktorn är även viktig som en hjälpfaktor till faktor VIII (sekundär/humoral hemostas). Sjukdomen drabbar - till skillnad mot hemofili A och hemofili B - män och kvinnor i lika stor utsträckning.
Sjukdomen är uppkallad efter Erik Adolf von Willebrand, finsk pediatriker (1870–1949). Han beskrev sjukdomen 1926 på Åland.
von Willebrands sjukdom kan också förekomma hos hundar.

## Ärftlighet
Den svåra formen av von Willebrands sjukdom ärvs autosomalt recessiv. Båda föräldrarna är friska anlagsbärare. Vid varje graviditet är det 50% risk att barnet blir en frisk anlagsbärare, 25% chans att barnet blir friskt utan anlag och 25% risk att barnet är sjukt.
Den medelsvåra liksom den lätta formen ärvs autosomalt dominant. Om en förälder har sjukdomen (och den andra är frisk) blir risken att ärva den och bli sjuk anlagsbärare 50%. Den som är frisk saknar också anlaget.

## Se vidare
- Hemostas
- Blödningsrubbningar